# 민폐방지조례
민폐방지조례(일본어: 迷惑防止条例 메이와쿠보시죠레이[*], 영어: Trouble Prevention Ordinance)란 일본 각지의 지자체에서 공중에 현저하게 민폐를 끼치는 폭력적 불량행위 등을 방지하고 주민생활의 평온을 유지하는 것을 목적으로 제정한 조례들을 총칭해서 말하는 것이다.
현재 일본 전국의 47개 모든 도도부현, 그리고 일부 시정촌에 「민폐방지조례」 혹은 「공중에 현저하게 민폐를 끼치는 폭력적 불량행위 등의 방지에 관한 조례」 따위의 이름을 가진 조례가 존재한다. 1962년 도쿄도에서 처음 제정되어 전국적으로 확대되었다. 처음에는 우연대 방지조례(愚連隊防止条例)라는 이름으로, 당시 사회문제로 부상하고 있던 우연대의 조폭행위 방지에 중점을 두고 있었다. 거기에 암표상, 치한, 스토킹, 핑크찌라시 배포, 강매, 도촬, 엿보기, 삐끼, 스카우트 등을 금지대상으로 확장하면서 지금과 같은 형태가 되었다. 이러한 위반사항들에 대한 벌칙은 지자체별로 천차만별이며, 복수의 조례를 정한 지자체도 있다.
민폐방지조례는 친고죄가 아니라서 피해자의 고소 없이도 공소가 제기될 수 있다.